# ZDFtivi
ZDFtivi  ist das Kinder- und Jugend-Programmfenster des ZDF, das im Jahr 1997 an den Start ging. Es wird immer vormittags am Wochenende und an Feiertagen ausgestrahlt.

## Beschreibung
Viele Sendungen von ZDFtivi wurden oder werden bei KiKA wiederholt, zum Beispiel die ZDF-Programmklassiker 1, 2 oder 3, Löwenzahn, Tabaluga tivi und PUR+. ZDFtivi zeigt zudem oft zahlreiche Wiederholungen der Astrid-Lindgren-Verfilmungen oder Zeichentrickklassiker wie Biene Maja, Heidi, Wickie und die starken Männer sowie Bibi Blocksberg, die seit Jahrzehnten zu den beliebtesten ZDF-Marken gehören. Auch die von Jonathan M. Shiff produzierten Serien (u. a. Total Genial, H2O – Plötzlich Meerjungfrau usw.), die in Zusammenarbeit mit dem australischen Sender Network Ten entstanden und bei KiKA als Erstausstrahlung liefen, sowie Märchenverfilmungen sind Teile des ZDFtivi-Programms. Weitere ZDFtivi-Sendungen sind Siebenstein und Marvi Hämmer, die momentan nur bei KiKA laufen.
Zurzeit läuft das Programm am Samstag bis 10:23 Uhr und am Sonntag bis 9:00 Uhr, in den Anfangsjahren lief es Samstags bis ca. 12 Uhr 13:15 Uhr und Sonntags nochmal zwischen 10:15 Uhr und 12 Uhr. ZDFtivi hatte bisher mehrere eigene Designs und Senderlogos, zuletzt ein orangefarbenes, lachendes Gesicht. Am 28. Februar 2015 wurde es mit dem ZDF-Design vereinheitlicht.
Seit Mai 2021 gibt es das ZDFchen als Sendekategorie für Vorschulkinder.
Bei MagentaTV, Apple, Amazon und anderen Plattformen wurden einige Inhalte im kostenpflichtigen Kanal ZDFtivi select verfügbar gemacht.
Seit mindestens 2022 können die Inhalte von ZDFtivi kostenlos in der ZDF-Mediathek, in der ZDFtivi-App sowie über HbbTV abgerufen werden. Durch ZDFtivi-App können Eltern unter anderem auch in dessen Elternbereich die Nutzungszeit begrenzen.
Logos von ZDFtivi

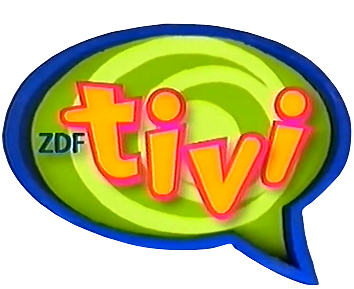
Logo ab 1997
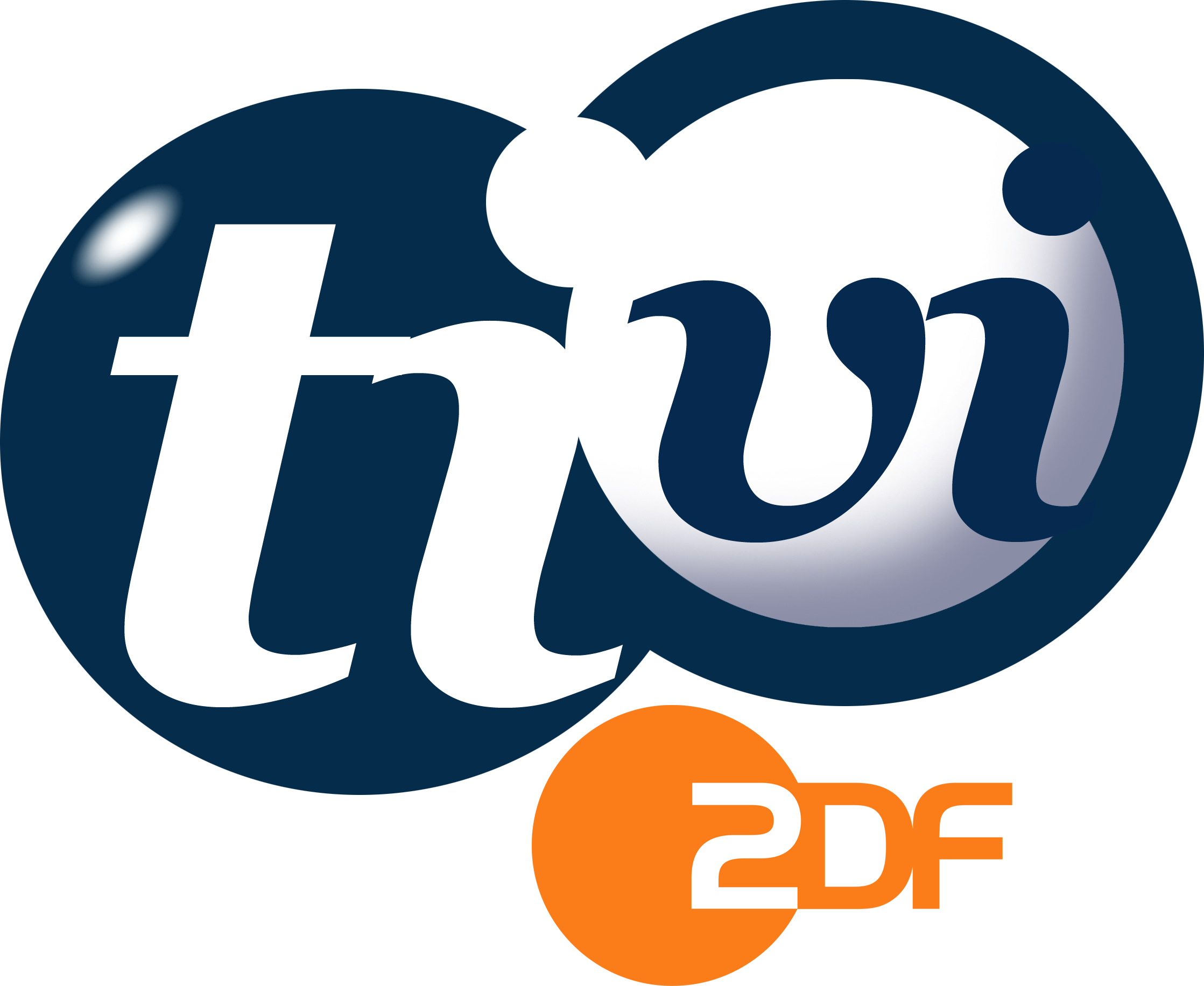
Logo ab 2001
Logo ab 2005
Logo ab 2015

## Zeichentrick- und Realserien

### Aktuelle Ausstrahlung
Einige Serien wurden auch bei Tabaluga tivi gezeigt.
- Alien Surfgirls
- Belle und Sebastian
- Berlin und wir!
- Bibi Blocksberg
- Bibi und Tina
- Bing
- Checkpoint
- Club der magischen Dinge
- Dance Academy – Tanz deinen Traum!
- Das Dschungelbuch
- Das erste Mal …
- Das Haustiercamp
- Dein Song
- Der Goldene Tabaluga
- Der kleine Drache Kokosnuss
- Der kleine Nick
- Der kleine Ritter Trenk
- Die Biene Maja
- Die Jungs-WG
- Die langen großen Ferien
- Die Mädchen-WG
- Die Sportmacher
- Die Wilden Kerle
- Drache Digby
- Draußen Schlafen – Der Bettkampf
- Eine lausige Hexe
- Ernest & Célestine
- Find me in Paris
- Heidi
- H2O – Abenteuer Meerjungfrau
- H2O – Plötzlich Meerjungfrau
- INUI – Abenteuer am Nordpol
- JoNaLu
- Kein Keks für Kobolde
- Kleine lustige Krabbler
- Krasse Kolosse
- Lassie
- Leider laut
- Leider lustig
- Let’s talk
- logo!
- Löwenzahn
- Löwenzähnchen
- Mako – Einfach Meerjungfrau
- Marcus Level
- Märchenperlen
- Meine Freundin Conni
- Mia and me – Abenteuer in Centopia
- Operation Autsch!
- Peter Pan – Neue Abenteuer
- Pettersson und Findus
- Petronella Apfelmus
- Petzi
- Pippi Langstrumpf
- Pippi Langstrumpf (Zeichentrick)
- PUR+
- Ritter Rost
- Robin Hood – Schlitzohr von Sherwood
- Siebenstein
- Sieben Zwerge & ich
- Singalarm
- stark!
- Teletubbies
- Wendy
- Wickie und die starken Männer
- Wir Kinder aus dem Möwenweg
- Wolfblood – Verwandlung bei Vollmond
- Wuffel, der Wunderhund
- Young Crime
- Zoom – Der weiße Delfin
- 1, 2 oder 3
- 4 1/2 Freunde

### Ehemalige Ausstrahlung
Diese Serien werden zurzeit nicht ausgestrahlt:
- Alfred J. Kwak
- Anton Ameise
- Billy the Cat
- Briefe von Felix
- Die Biene Maja
- Die Blechköpfe
- Die Kamerahelden – Deine Schule, deine Fotos
- Die Mumins
- Die Pirateninsel
- Dog City
- Ein Engel für alle
- Eine lausige Hexe (1998)
- Elton!
- Expedition der Stachelbeeren
- Flipper & Lopaka
- Gingers Welt
- Heidi (Anime)
- Marvi Hämmer präsentiert NATIONAL GEOGRAPHIC WORLD
- Mona der Vampir
- Nicht zu stoppen
- Ocean Girl
- Pengo! Steinzeit!
- Piets irre Pleiten
- Pingu
- Roary der Rennwagen
- Scooter – Super-Spezialagent
- Spellbinder – Gefangen in der Vergangenheit
- Spellbinder – Im Drachenkaiserland
- Starke Kinder – Starke Klasse
- Tabaluga
- Tabaluga tivi
- Terra MaX
- Tim und Struppi
- Tolle Trolle
- Tom – Ein echter Freund
- Total Genial
- Tupu – Das wilde Mädchen aus dem Central Park
- Twist total – Eine australische Familie legt los
- Unsichtbar
- Weit weg
- Wickie und die starken Männer (1974)
- Zurück nach Sherwood Forest
- Zwei allein

## Auszeichnungen
- Kids Award 2000 für die Internetseite zdftivi.de
- Goldener Spatz 2001 für die Internetseite zdftivi.de
- Erfurter Netcode 2005 für die Internetseite zdftivi.de
- GIGA-Maus 2007 für das Online-Spiel Startklar für 1, 2 oder 3
- Robert-Geisendörfer-Preis 2008 für das Entdeckermagazin PUR+
- Ökofilmtour 2008 für den Kinderfilm Paulas Geheimnis
- NaturVision 2008 für das Wissensmagazin Löwenzahn
- Festival d’Animation Annecy 2008 für zwei Kurzfilme von Siebenstein
- Goldener Spatz 2008 für den Moderator Andreas Korn
- Goldener Spatz 2008 für die Kinderserie Siebenstein
- Goldener Spatz 2008 für das Entdeckermagazin PUR+
- EMIL 2008 für die Kinderserie Siebenstein
- CIAK Junior 2008 für das Entdeckermagazin PUR+
- Chicago International Children’s Film Festival 2008 für den Kinderfilm Stella und der Stern des Orients
- Berlin & Beyond Film Festival 2008 für den Kinderfilm Paulas Geheimnis
- Bayerischer Filmpreis 2008 für den Jugendfilm Hände weg von Mississippi
- Agrofilm 2008 für das Wissensmagazin Löwenzahn
- Grimme-Preis 2008 für den Kinderfilm Tomte Tummetott und der Fuchs
- Goldener Spatz 2008 für die Internetseite zdftivi.de
- Logie Award 2009 für die Jugendserie H2O – Plötzlich Meerjungfrau
- Ekotop-Filmfestival 2009 für das Wissensmagazin Löwenzahn
- Erich-Kästner-Fernsehpreis 2009 für die Dokumentation Moritz – Wäre cool, wenn sie ein Engel wird aus der Sendereihe „Stark! – Kinder erzählen ihre Geschichte“
- EMIL 2009 für den Zeichentrickfilm Coco, der neugierige Affe
- EMIL 2009 für die Dokumentation Moritz – Wäre cool, wenn sie ein Engel wird aus der Sendereihe „Stark! – Kinder erzählen ihre Geschichte“
- Deutscher Sozialpreis 2009 für die Dokumentation Moritz – Wäre cool, wenn sie ein Engel wird aus der Sendereihe „Stark! – Kinder erzählen ihre Geschichte“
- UNICEF-Preis 2009 für die Dokumentation Moritz – Wäre cool, wenn sie ein Engel wird aus der Sendereihe „Stark! – Kinder erzählen ihre Geschichte“
- Australian Film Institute Award 2009 für die Jugendserie Elephant Princess – Zurück nach Manjipoor
- Goldener Spatz 2009 für das Onlinespiel Karibuni – Willkommen in Afrika von Marvi Hämmer präsentiert NATIONAL GEOGRAPHIC WORLD
- Eyes & Ears Trailerfestival 2009 für die Web-Comedy von Da kommt Kalle
- Cartoons on the Bay 2010 für den Familienfilm Der Grüffelo
- Cartoons on the Bay 2010 für die Vorschulserie Claude
- Cartoons on the Bay 2010 für den Kinderfilm Der Kleine und das Biest
- Goldener Spatz 2010 für die Doku-Soap Die Jungs-WG – Ein Monat ohne Eltern
- Goldener Spatz 2010 für den Kinderfilm Der Kleine und das Biest
- Goldener Spatz 2010 für die Internetseite zdftivi.de
- Kinderfernsehfestival Prix Jeunesse 2010 für den Familienfilm Der Grüffelo
- Kinderfernsehfestival Prix Jeunesse 2010 für den Kinderfilm Der Kleine und das Biest
- Kinderfernsehfestival Prix Jeunesse 2010 für die Dokumentation Moritz – Wäre cool, wenn sie ein Engel wird aus der Sendereihe „Stark! – Kinder erzählen ihre Geschichte“
- Deutscher Fernsehpreis 2010 für die Nachrichtensendung logo!
- GIGA-Maus 2010 für die Vorschulsendung JoNaLu
- EMIL 2011 für den Kinderfilm Prinz & Bottel
- EMIL 2011 für den Kinderfilm Der Kleine und das Biest
- EMIL 2011 für die Fantasyserie Enyo – Der Erbe des Schamanen
- Goldener Spatz 2011 für die Internetseite zdftivi.de
- Goldener Spatz 2011 für das Superbauwagen-Spiel von Löwenzahn
- Goldener Spatz 2011 für das Entdeckermagazin PUR+
- Goldener Spatz 2011 für die Vorschulsendung JoNaLu
- digita 2011 für die Vorschulsendung JoNaLu
- GIGA-Maus 2011 für das Spiel „Superbauwagen“ von Löwenzahn
- Goldener Spatz 2012 für die Internetseite zdftivi.de
- EMIL 2012 für das Online-Angebot von logo!
- iF communication design award 2012 für die ZDFtivi-Mediathek
- Der weiße Elefant 2012 für die Internetseite zdftivi.de
- Goldener Spatz 2013 für das Spiel Die Wilden Kerle in der Kategorie „Bestes Online-Spiel“
- Bayerischer Filmpreis 2014 für Die Biene Maja – Der Kinofilm
- GIGA-Maus 2014 für das „Forschertagebuch“ von Terra MaX
- EMIL 2015 für die Doku-Reihe Take-off: Der Goldene Tabaluga 2014
- EMIL 2015 für die Comedyserie Livespiel
- Red Dot Design Award 2015 in der Kategorie „Communication Design“ für die ZDFtivi-App
- GIGA-Maus 2015 in der Kategorie „Familie“ für die ZDFtivi-App
- EMIL 2016 für die Talkshow Let’s talk. Weil Meinung zählt!
- EMIL 2016 für die Animationsserie Die langen großen Ferien
- EMIL 2016 für den Spielfilm Operation Arktis
- EMIL 2016 für den Kinderfilm Winnetous Sohn
- International Emmy Kids Award 2016 in der Kategorie „Kids: Preschool“ für die Animationsserie Bing
- Der weiße Elefant 2016 in der Kategorie „TV-Serien/-Filme/-Formate“ für die Animationsserie Der kleine Drache Kokosnuss
- Robert-Geisendörfer-Preis 2016 für Phillis Fermer für die Doku-Reihe stark!: „Rosa – Tun kann jeder was“
- GIGA-Maus 2016 in der Kategorie „Kinder 6 – 10 Jahre. Das beste Programm zum Nachschlagen“ für das Online-Angebot der Serie Das Haustiercamp
- German Design Award 2017 in der Kategorie „Apps“ für die ZDFtivi-App
- Red Dot Design Award Communication Design 2018 in der Kategorie für die beste Gestaltungs- und Kreativleistung für die ZDFtivi-App